# Фриис, Иб
Иб Фриис (дат. Ib Friis; род. 12 января 1945, Свеннборг, Южная Дания) — датский ботаник.

## Биография
Иб Фриис родился в коммуне Свеннборг 12 января 1945 года. 
В 1970 году Фриис окончил Копенгагенский университет, получив диплом в области биологии. В 1985 году он окончил Уппсальский университет с диссертацией по исследованию тропических семейств растений Urticaceae и Moraceae. В 1992 году Фриис написал диссертацию The forest tree flora of Northeast Tropical Africa (Ethiopia, Djibouti and Somalia). С 1970 по 1974 год он был доцентом кафедры ботаники Копенгагенского университета. В 1993 году Фриис стал профессором Копенгагенского университета. Он также является руководителем гербария сосудистых растений.
Фриис является председателем Комитета по безопасности, председатель Комитета по связям, членом Датской королевской академии наук, членом Датского национального комитета от Международного союза биологических наук, членом научного комитета от Всемирного фонда дикой природы Дании, членом комитета по внешним связям в Дании Датской королевской академии наук, членом постоянного комитета по семенным растениям в соответствии с Международным комитетом по ботанической номенклатуре, а также членом редакционного комитета «Flora of Ethiopia and Eritrea». Иб Фриис описал более 110 видов растений. 

## Научная деятельность
Иб Фриис специализируется на семенных растениях. В сферу его научных интересов входят: систематика сосудистых растений, в особенности систематика порядка Urticales; систематика семейства Крапивные (лат. Urticaceae); сосудистые растения Африки, особенно флора полуострова Сомали (Судан, Эритрея, Эфиопия, Джибути, Сомали); география растений и биоразнообразия растений в Африке и экологии африканской растительности, особенно лесов и лесных массивов в Восточной Африке и на полуострове Сомали; ботаническая номенклатура, история ботаники, особенно история ботанического исследования Африки. 

## Публикации
Иб Фриис является автором множества публикаций, включая следующие: 
- Friis, I. 1971. A new species of Guizotia (Compositae) from NE tropical Africa. — Norwegian Journ. Bot. 18: 231—234.
- Friis, I. 1973. The Danish-Ethiopian Botanical Expedition 1972-73. — 27 pp. (Univ. of Copenhagen, cyclostyled).
- Friis, I. 1974. Dorstenia soerensenii sp. nov. (Moraceae) from SW Ethiopia, and related species. — Norwegian Journ. Bot. 21: 101—110.
- Friis, I. 1975. The giant species of Cirsium (Asteraceae) in S Ethiopia. — Norwegian Journ. Bot. 22: 201—207.
- Friis, I. 1975. Linociera giordanoi (Oleaceae) — the correct name for a widespread African species. — Kew Bulletin 30: 16.
- Friis, I. 1975. A field trip to the forest of W Kenya. — 25 pp. (Univ. of Copenhagen, cyclostyled).
- Friis, I. 1976. Progress made in the botanical exploration of Africa: Ethiopia. — Boissiera 24: 599.
- Friis, I. 1978. A reconsideration of the genera Monotheca and Spiniluma (Sapotaceae). — Kew Bulletin 33: 91—98.
- Friis, I. 1979. The wild populations of Coffea arabica L. and the cultivated coffee. — Proceedings of the IXth Plenary Meeting of AETFAT: 63—68.
- Friis, I. 1980. The authority and date of publication of the genus Casuarina (Casuarinaceae) and its type species. — Taxon 29: 511—512.
- Friis, I. 1981. The taxonomy and distribution of Mimusops laurifolia (Sapotaceae). — Kew Bulletin 35: 785 - 792.
- Friis, I. 1981. Notes on Somalian Sapindaceae. — Kew Bulletin 36: 139—141.
- Friis, I. 1981. A synopsis of the genus Girardinia Gaud. (Urticaceae). — Kew Bulletin 36: 143—157.
- Friis, I. 1981. Botanical collectors in Ethiopia. — 95 pp. (Univ. of Copenhagen, cyclostyled).
- Friis, I. 1981. James Bruce — en pioner i udforskningen af Afrikas planteverden. — Naturens Verden 1981, 12: 404—412.
- Friis, I. 1982. The identity of Rumicicarpus ramosissimus Chiov. (Tiliaceae). — Nordic Journ. Bot. 2: 111—113.
- Friis, I. 1982. The identity of Urera longifolia and U. oligoloba, a supplement to Chew's monograph of Laportea (Urticaceae). — Nordic Journ. Bot. 2: 231—233.
- Friis, I. 1982. The typification of Forsskaolea viridis Ehrenb. ex Webb (Urticaceae). — Taxon 31: 727—729.